# جورجيوس كوليتيس
جورجيوس كوليتيس (باليونانية: Γεώργιος Κωλέττης)‏ هو دراج يوناني. شارك في دورة الألعاب الأولمبية الصيفية وفاز بميدالية أولمبية.

## الميداليات
| الميدالية | المسابقة                 |
| --------- | ------------------------ |
| فضية      | ألعاب أولمبية صيفية 1896 |

## روابط خارجية
- جورجيوس كوليتيس على موقع أرشيف الدراجات (الإنجليزية)
- جورجيوس كوليتيس على موقع اللجنة الأولمبية الدولية (الإنجليزية)
- جورجيوس كوليتيس على موقع أوليمبيديا (الإنجليزية)